# Vlinderakkoord
Onder vlinderakkoord verstaat men het politieke akkoord rond de zesde staatshervorming in België in het najaar van 2011. Het regelt de bevoegdheidsverdeling tussen de federale staat en de gewesten en gemeenschappen. Dit akkoord werd moeizaam bereikt na 459 dagen onderhandelingen voor een nieuwe regering. Het akkoord werd gesloten tussen de politieke partijen cdH, CD&V, Ecolo, Groen, MR, Open Vld, PS en sp.a. 
Het begrip verwijst naar de voorzitter van de vergaderingen Elio Di Rupo, die steevast verschijnt met een vlinderdas. 
De bereikte akkoorden werden door het federaal parlement goedgekeurd op 19 december 2013. 
De uitvoering van verschillende onderdelen van het akkoord vereist een tweederdemeerderheid en een gewone meerderheid in elke taalgroep. De Vlaamse partijen die het akkoord hebben goedgekeurd, vertegenwoordigen in de Kamer een gewone meerderheid in hun taalgroep (48 op 88 zetels) maar komen er 11 zetels tekort voor een tweederdemeerderheid in de eigen taalgroep. Bij de Franstalige partijen die het akkoord hebben onderhandeld, zou de steun 58 op 62 zetels bedragen. Alle partijen samen bereiken de vereiste tweederdemeerderheid (106 op 150).

## Inhoud
Enkele belangrijke punten samengevat uit het akkoord:

### Politieke vernieuwing
De Senaat wordt niet meer rechtstreeks verkozen, maar wordt een "ontmoetingsplaats" van de deelstaten, en zal bestaan uit 29 Nederlandstaligen, 20 Franstaligen waarbij een vertegenwoordiging van 1 Duitstalige wordt gewaarborgd. Daarbij worden nog eens 6 Nederlandstaligen en 4 Franstaligen gecoöpteerd.
De Kamer zal om de 5 jaar vernieuwd worden in plaats van om de 4 jaar. De volgende federale verkiezingen vielen in 2014, het jaar waarin ook de regionale en Europese verkiezingen werden gehouden. Hierdoor vielen de drie verkiezingen samen. In het akkoord staat dat de federale verkiezingen op dezelfde dag vallen als de Europese verkiezingen, maar dat de duur van de regionale legislatuur en de dag van regionale verkiezingen bij bijzondere wet kunnen aangepast worden. In geval van vervroegde ontbinding van de Kamer zal de nieuwe federale legislatuur maar duren tot de dag van de Europese verkiezingen die op deze ontbinding volgt.
Na het Waals Gewest en de Vlaamse en Franse Gemeenschap kregen het Brussels Hoofdstedelijk Gewest en de Duitstalige Gemeenschap nu ook constitutieve autonomie.

### BHV en Brussel
De kieskring Brussel-Halle-Vilvoorde is gesplitst. De zes randgemeenten zijn in een kieskanton samengebracht met Sint-Genesius-Rode als hoofdplaats, waar kiezers de mogelijkheid hebben gekregen om voor een Vlaams-Brabantse lijst ofwel voor een Brusselse lijst te stemmen.
Het gerechtelijk arrondissement Brussel wordt hervormd. Het parket wordt gesplitst in een parket voor Brussel en een voor Halle-Vilvoorde.
Er werd een hoofdstedelijke gemeenschap van Brussel opgericht.
Er werd voorzien in een nieuwe geschillenregeling, toepasselijk op alle administratieve geschillen die gelokaliseerd of lokaliseerbaar zijn in de 6 faciliteitengemeenten. De wet van 19 juli 2012, ter uitvoering van een deel van het Vlinderakkoord, bepaalt dat deze geschillen voortaan door de Algemene Vergadering van de afdeling bestuursrechtspraak van de Raad van State kunnen worden behandeld.

### Overheveling van bevoegdheden van de federale overheid naar de deelstaten
In totaal worden bevoegdheden ter waarde van zo'n € 16,9 miljard overgeheveld.

#### Arbeidsmarkt en tewerkstelling (gewestmateries)
- De Gewesten krijgen volledige bevoegdheid over de activering van de werklozen en bijbehorende sancties, het normerende kader blijft federaal
- Uitgaven van dienstencheques worden geregionaliseerd (zo'n € 1,4 miljard waard)
- Een groot deel van het doelgroepenbeleid wordt overgeheveld naar de Gewesten
- De Gewesten krijgen de bevoegdheid inzake de plaatselijke werkgelegenheidsagentschappen (PWA's) en het outplacement-beleid
- Het betaald educatief verlof, het industrieel leerlingenwezen en de loopbaanonderbreking in de publieke sector van de Gemeenschappen en de Gewesten wordt gedefederaliseerd
- De Gewesten krijgen wat kleinere bevoegdheden van het beleid inzake economische migratie
- De Gewesten worden bevoegd voor de sociale economie

#### Gezondheidszorgen (gemeenschapsmateries)
- De Gemeenschappen worden volledig bevoegd voor het preventiebeleid (op de pandemieën na)
- De mobiliteitshulpmiddelen voor gehandicapten (bijvoorbeeld looprekken) worden gecommunautariseerd, net als de bijstand aan personen
- De Gemeenschappen worden volledig bevoegd voor rusthuizen, verzorgingstehuizen, centra voor dagverzorging (zo'n € 2,4 miljard waard)
- Een aantal revalidatie-overeenkomsten gaat naar de Gemeenschappen
- De Gemeenschappen krijgen meer inspraak inzake het ziekenhuisbeleid
- Inzake geestelijke gezondheidszorgen worden de bevoegdheden van de Gemeenschappen uitgebreid
- De Gemeenschappen worden bevoegd voor bepaalde facetten van de zogenoemde 'eerstelijnszorgen'

#### Gezinsbeleid (gemeenschapsmateries)
- Het recht op kinderbijslag wordt vastgelegd in de Grondwet en de bevoegdheid wordt overgedragen aan de Gemeenschappen (zo'n € 5,8 miljard waard)
- De adoptie- en geboortepremies (het kraamgeld) worden gecommunautariseerd

#### Justitie (gemeenschapsmateries)
- De bevoegdheid over de justitiehuizen wordt gecommunautariseerd
- De Gemeenschappen verkrijgen de resterende federale bevoegdheden inzake het jeugdsanctierecht
- Zonder tot een defederalisering over te gaan, worden de Gemeenschappen en de Gewesten nader betrokken bij het strafuitvoerings- en vervolgingsbeleid (ze verkrijgen onder andere het positief injunctierecht)

#### Verkeer en mobiliteit (gewestmateries)
- Enkele delen van het verkeersreglement worden geregionaliseerd - alsook de handhaving van die delen (boetes), onder andere de snelheidsbeperkingen (uitgezonderd autosnelwegen)
- Verkeersveiligheid wordt grotendeels aan de Gewesten toevertrouwd (regionalisering preventiebeleid op de weg, taken BIVV, veiligheidsnormering verkeersinfrastructuur ...)
- De gewesten worden bevoegd voor de homologatie van verkeersinstrumenten die met hun bevoegdheden te maken hebben
- De rijopleiding, rijscholen en de examencentra zullen gewestbevoegdheden worden (maar niet de uitreiking van het rijbewijs)
- De technische keuring van voertuigen wordt geregionaliseerd (de normering en de inschrijving blijft evenwel federaal)
- Aanvullend de gewestelijke bevoegdheid inzake de waterwegen (1988) wordt de reglementering van de binnenvaart (en de politionele bevoegdheid ter zake) geregionaliseerd
- De NMBS blijft federaal, maar de Gewesten krijgen een zetel in de raden van bestuur. Bovendien mogen de Gewesten (onder zeer strikte voorwaarden) de spoorwegen bijkomend financieren

#### Lokaal bestuur (gewestmateries)
- De nodige grondwetsartikels zullen worden herzien om de gewesten hun volle autonomie over de provincies te laten uitoefenen. Dit wil zeggen dat de betekenis van het in de Grondwet gebruikte woord "provincie" beperkt wordt tot zijn louter territoriale betekenis, los van elke institutionele betekenis.
- Het federale grootstedenbeleid wordt gedefederaliseerd.
- Het rampenfonds wordt aan de gewesten overgedragen.

#### Wonen, ruimtelijke ordening en huisvesting (gewestmateries)
- De huur- en pachtwet wordt geregionaliseerd
- De aankoopcomités worden een Gewestelijke bevoegdheid
- De onteigeningsprocedure wordt een gewestbevoegdheid (behoudens de beroepen die de federale overheid onder haar bevoegdheid laat vallen)

#### Economie en industrie (gewestmateries)
- Het vergunningsbeleid inzake handelsvestigingen wordt geregionaliseerd
- De toegang tot het beroep wordt geregionaliseerd (behalve voor beroepen die de federale overheid onder haar bevoegdheid laat)
- Het Participatiefonds wordt geregionaliseerd
- Hoewel de uiteindelijke vaststelling van de prijs voor de gebruiker federaal blijft, worden de gewesten en gemeenschappen bevoegd voor de prijzencontrole inzake afvalbeleid, delen van het elektriciteitsbeleid, de taxidiensten, de teledistributie, de huur van bepaalde goederen, de hotelaspecten van rusthuizen, de openbare gasdistributie en het waterbeleid

#### Energie en leefmilieu (gewestmateries)
- De Gewesten worden bevoegd voor de distributietarieven van gas en elektriciteit (behalve voor netwerken met een transportfunctie). De tarieven voor het vervoer van aardgas, de opslag van aardgas en de lng-terminal zijn federaal, zoals ook de tarieven voor de transmissie van elektriciteit en de federale bijdrage ter financiering van sommige openbare dienstverplichtingen en van de kosten verbonden aan de regulering van en de controle op de elektriciteitsmarkt.
- De handhaving van de regelgeving doorvoer afvalstoffen wordt gewestelijk (aansluitend op de reeds gewestelijke bevoegdheid inzake de doorvoer van afvalstoffen; deze maatregel geldt niet voor nucleair afval).
- De rol van de Nationale Klimaatcommissie wordt versterkt.
- Het substitutierecht van de Belgische Staat ten voordele van de Gewesten en Gemeenschappen die niet aan internationale klimaatverplichtingen voldoen, wordt uitgebreid.

#### Varia
- In een aantal federale instellingen wordt de rol van de gewesten uitgebreid (Belgisch Agentschap voor Buitenlandse Handel, Finexpo, Nationale Delcrederedienst ...), andere worden "geïnterfederaliseerd" (Nationaal Instituut voor de Statistiek, Centrum voor gelijke kansen en racismebestrijding, het Instituut voor Nationale Rekeningen ...). In weer andere instellingen worden de Gewesten "betrokken" (Kruispuntbank van Ondernemingen, de financiering van eHealth, het federaal crisiscentrum ...)
- Inzake telecommunicatie wordt de omroepbevoegdheid van de Gemeenschappen uitgebreid met elektronische communicatie, zij het dan binnen een federaal kader
- De Gewesten verkrijgen enkele residuaire landbouwbevoegdheden (bv. het landbouwrampenfonds)
- Samenwerking tussen de niveaus vereenvoudigen door de mogelijkheid van gezamenlijke decreten in te voeren
- De Gewesten krijgen de mogelijkheid volksraadplegingen (niet-bindende referenda) te organiseren
- De Gemeenschappen en de Gewesten krijgen meer te zeggen over hun eigen ambtenarenkorps
- Het lang aanslepende akkoord rond de Plantentuin van Meise wordt uitgevoerd
- De filmkeuring wordt aan de Gemeenschappen overgedragen, mits er een aangepaste oplossing voor het Brussels Hoofdstedelijk Gewest wordt gevonden
- De gemeenschappen reiken een studiekaart uit voor buitenlandse studenten, onverminderd het federale prerogatief inzake verblijfsrecht
- Het federaal impulsfonds voor migrantenbeleid wordt opgeheven, de middelen worden gedefederaliseerd
- De deontologische orden worden gedefederaliseerd, met behoud van een nationale koepel
- De gewesten krijgen een aantal fiscale bevoegdheden (bijvoorbeeld belastingverminderingen of -kredieten voor de eigen woning) (zo'n € 1,9 miljard waard)
- De gewesten krijgen de bevoegdheid voor een aantal jeugdrechtzaken, waaronder jeugdhulp en jeugddelinquentie.

### Hervorming financieringswet
De originele financieringswet bestaat al sinds 1989 en wordt, na veel aanpassingen in de marge over de jaren heen, door het vlinderakkoord ten gronde hervormd. 

#### Gemeenschappen
Het centrale idee is dat gemeenschappen gefinancierd worden op basis van noden.
De bestaande dotaties worden samengevoegd en gekoppeld aan 82,5% van de economische groei. De dotatie kijk- en luistergeld wordt opgenomen in  de huidige btw en deze dotatie wordt gekoppeld aan inflatie, nataliteit en 91% van de groei. Vervolgens wordt deze dotatie verdeeld op basis van een leerlingensleutel. Ook de turbo op de lambermontdotatie wordt stopgezet.
De gemeenschappen krijgen ook een aantal nieuwe dotaties om hun nieuwe bevoegdheden op vlak van arbeid & tewerkstelling, gezondheidszorg etc. te financieren:
- Kinderbijslag (gekoppeld aan inflatie en aantal -18-jarigen)
- Ouderenzorg (gekoppeld aan inflatie, +80-jarigen en 82,5% van de economische groei per capita)
- Gezondheidszorg (gekoppeld aan de inflatie en 82,5% van de economische groei)

Een aantal responsabiliserende maatregelen zijn ook toegevoegd. Zo is het mogelijk om in de gezondheidszorg zelf een mechanisme te bepalen en dragen de gemeenschappen ook bij aan de kosten van de pensioenen van hun statutaire ambtenaren.
Ten slotte is er ook een neutraliserende term die de volgende 10 jaar een nominaal bedrag voorziet voor de gemeenschappen die verliezen aan de nieuwe BFW. De 10 jaar daarop dooft dit bedrag uit.

#### Gewesten
Hier is het centrale idee dat er beloond wordt voor prestaties.
De bestaande dotaties worden volledig afgeschaft. Ter vervanging komen nieuwe dotaties. De gewesten krijgen 90% van de enveloppe arbeidsmarktmiddelen en 60% van de rest van de fiscale uitgaven. Deze twee enveloppen worden verdeeld volgens fiscale capaciteit en gekoppeld aan de economische groei.
Daarbovenop kunnen de gewesten invloed hebben op de belastingen. Bij de personenbelasting kunnen zij ongelimiteerd met op- of afcentiemen werken. De enige beperking hierop is dat ze de progressiviteit van de personenbelasting niet te fel mogen aantasten (maximum € 1000 of 10% verschil met vorige schijf). Maar ook deze beperking is uitgebreid in vergelijking met de vorige BFW. Verder hebben gewesten de mogelijkheid belastingen te beïnvloeden door kortingen te geven op de vennootschapsbelasting met een marge van 5% op hun eigen inkomen.
De negatieve term wordt afgeschaft met uitzondering van een technisch correctiemiddel om de verdeling volgens personenbelasting te behouden.
Op vlak van responsabilisering zijn een aantal specifieke maatregelen. Zo krijgen gewesten een bonus (of malus) indien ze bepaalde doelstellingen voor tewerkstelling wel (of niet) halen en is er een bijkomende bonus voor gewesten die hun werkgelegenheid boven het richtscenario tillen. Ook op vlak van klimaat zijn bonussen (of malussen) voor de gewesten bij het halen (of niet halen) van doelstellingen vastgelegd door een nationale klimaatcommissie. Tot slot is er een bijdrage van de gewesten aan de pensioenen van de statutaire ambtenaren.
Het Brussels gewest wordt geherfinancierd. Het gaat 461 miljoen euro krijgen tegen 2015. Daarvan wordt 149 miljoen door de andere gewesten. De verdeling van deze 149 miljoen is afhankelijk van het aantal pendelaars. 312 miljoen wordt voorzien door de federale regering en is gekoppeld aan de aanwezigheid van federale ambtenaren. Van deze 461 miljoen is 143 miljoen toegewezen:
- 51 miljoen naar mobiliteit
- 34 miljoen naar veiligheid en preventie
- 30 miljoen naar VGC en COCOF
- 28 miljoen euro naar taalpremies

Het solidariteitsmechanisme wordt aangepast. De federale overheid geeft geld aan minder presterende gewesten op basis van volgende formule:
SOLgewest=0,8x(POPgewest- PBgewest )xB
Waarbij POPgewest, PBgewest en B respectievelijk staan voor het bevolkingsaandeel, het aandeel van de personenbelasting dat van dat gewest afkomstig is en de basisbedrag (€ 20,14 miljard).
Tot slot is er een neutraliserend mechanisme om de veranderingen die de nieuwe BW maakt op te vangen. Gewesten en gemeenschappen die in eerste jaar van invoering meer/minder middelen zouden krijgen in de nieuwe BFW, krijgen/betalen jaarlijks een nominaal constant bedrag in de eerste 10 jaar na invoering (in reële termen vermindert dit bedrag met de tijd). De daaropvolgende 10 jaar dooft dit uit.

## Uitvoering
- In juli 2012 is het deel rond het kies- en gerechtelijke arrondissement BHV goedgekeurd en ondertekend.
- In augustus 2012 verkregen het Brussels Hoofdstedelijk Gewest en de Duitstalige Gemeenschap constitutieve autonomie.
- In december 2013 keurde het parlement het tweede deel van de staatshervorming goed. De hervorming van onder meer de Senaat treedt in werking tegelijk met de verkiezingen van 25 mei 2014. De bevoegdheidsoverdrachten treden in werking op 1 juli 2014.